# The Sunday Times
The Sunday Times jsou nedělní noviny distribuované ve Velké Británii a Irské republice. Jejich jihoafrická varianta jsou nejprodávanější noviny v Jihoafrické republice. Na rozdíl od oblíbených mylných představ nemá irské vydání Sunday Times nic společného s novinami The Irish Times, které vycházejí v Dublinu od pondělí do soboty. The Sunday Times vydává společnost Times Newspapers, pobočka News International, kterou vlastní News Corporation. Times Newspapers vlastní rovněž The Times, ale oboje tyto noviny byly založeny nezávisle na sobě a pod společné vlastnictví se dostaly v roce 1966. V roce 1981 převzala noviny společnost News International Ruperta Murdocha. Každý rok zveřejňují Sunday Times seznam nejbohatších, jehož záměrem je zvýšit prodej.
Sesterské noviny The Times mají pravidelně méně výtisků než největší britský deník The Daily Telegraph, ale The Sunday Times zaujímá dominantní postavení na nedělním trhu; jeho 1,3 milionu výtisků se rovná výtiskům The Sunday Telegraph, The Observer a The Independent on Sunday dohromady. Mají větší formát papíru.
V září 2006 vzrostla jejich cena z 1,8 liber na 2 libry, což bylo druhé zvýšení ceny během dvou let, a to způsobilo mírný pokles v počtu čtenářů měsíc od měsíce a rok od roku. Byl to následek všeobecného úpadku v počtu čtenářů všech nedělních novin. Aby proti tomu bojovali, soupeři jako The Independent on Sunday přistoupili v červnu 2007 detailněji k svému obsahu a dělení a The Observer vyšel v berlínském formátu s barevným tiskem ve všech sekcích.
Nástup nových tiskáren v News International v létě 2008 umožňuje plné barvy na všech stránkách novin.

## Historie
Noviny vyšly v roce 1821 jako The New Observer. Jméno si vybraly podobné k již existujícím novinám Observer, ačkoliv obě noviny byly nezávislé. Byly přejmenovány na The Independent Observer a v roce 1822 pak na The Sunday Times, opět bez jakéhokoliv vztahu mezi nimi a The Times.
V roce 1839 získala noviny Rachel Beer a v roce 1908 je převzal Alfred Harmsworth. V roce 1959 byly součástí Kemsleyho skupiny novin, kterou téhož roku převzal lord Thomson. V roce 1966 Thomson získal také The Times a vytvořil společnost Times Newspapers, aby vydávala tyto dvoje noviny.
V roce 1981 převzala tituly The Times společnost News International Ruperta Murdocha, ale konzervativní vláda neuvedla koupi nikdy Komisi pro monopoly a fúze, hlavně kvůli tomu, že předchozí vlastník The Thompson Corporation pohrozil, že noviny zavře, pokud nebudou v přiděleném čase převzaty někým jiným. Hrozilo, že jakýkoliv právní odsun Murdochova převzetí by mohl vést k zániku dvou titulů. Bylo to proto, že převzetí dalo Murdochovi kontrolu nad čtyřmi národními novinami; The Times, The Sunday Times, The Sun a News of the World. Společnost News Corp vlastní také Fox. News International je majoritním akcionářem BSkyB a James Murdoch je výkonným ředitelem.
Kontrola News Corporation ukončila redaktorskou vládu Harolda Evanse a přivedla ke konci období v historii novin, kdy byly předními aktuálními, investigativními a k liberálům táhnoucími novinami. Pod redaktorským vedením Andrewa Neila v 80. a počátkem 90. let převzaly The Sunday Times silný thatcherovský a wienerovský názor a byly obzvláště silně spojeny s názorem, že antikomercionalismus mezi těmi, kdo tradičně volili Konzervativní stranu, působil spolu s tradičním socialismem v podrývání ekonomické konkurenceschopnosti Velké Británie. V této oblasti byly silně v opozici s tradičním konzervatismem hlásaným Peregrinem Worsthornem v konkurenčním Sunday Telegraphu.

### Důležité články
Publikovaly falešné Hitlerovy deníky (1983) a pokládaly je za pravé. Další významné příběhy zahrnují:
- Skandál se sedativy v 60. letech.
- Noviny sponzorovaly obeplutí světa jachtou Francisem Chichesterem v letech 1966–1967. Francis Chichester měl jednu ruku. Dále sponzorovaly v letech 1968–1969 závod Sunday Times Golden Global Race. Obě tyto události byly ve Velké Británii senzacemi.
- Izraelské jaderné zbraně – informace od Mordechaje Vanunu, v roce 1986 publikovaly The Sunday Times informaci tvrdící, že Izrael vyrobil více než 100 jaderných hlavic.
- Bezcitná Thatcherová – The Sunday Times uvedl příběh tvrdící, že královna Alžběta II. je zklamaná stylem, jakým Margaret Thatcherová vede zemi. Bylo to významné tím, že panovník má v britské politice striktně nestrannou roli.
- Vyšetřování „peněz za otázky“ ve vládě Johna Majora.
- 12. července 1987 začaly The Sunday Times otišťovat na díly knihu Spycatcher, paměti agenta MI5, které byly ve Velké Británii zakázány. Noviny následně vedly úspěšnou právní bitvu s britskou vládou a případ vyhrály v roce 1991 u Evropského souda pro lidská práva.

The Sunday Times publikují seznam bohatých, každoroční průzkum nejbohatších lidí ve Velké Británii a Irsku, shodný se seznamem Forbes 400 v USA. Noviny také publikují každoroční ligovou tabulku britských univerzit a podobnou o irských univerzitách. Také publikují Sunday Times Bestseller List, seznam nejprodávanějších knih v Británii.

## Irské vydání
Během 90. let začaly noviny vydávat oddělenou verzi pro Irskou republiku. V roce 1993 byla otevřena dublinská kancelář, řízená Alanem Ruddockem a Johnem Burnsem. Původně bylo irské vydáním něčím málo víc než jenom malým číslem novinových zpráv, několika sloupkařů, např. Eoghana Harrise, a obsahem s programem kin a televize RTÉ One a RTÉ Two v kulturní sekci novin; ale v roce 2005 vedla oddělená tiskárna, novinářské kanceláře a mnoho irských novinářů včetně Liama Faye, Richarda Oakleyho, Marka Tigheho a Colina Coyla, kteří psali samostatně pro irské vydání k tomu, že velká část zprávařské sekce i všech ostatních sekcí byla vydávána i pro Irsko.
Irské vydání prodává asi 140 000 kopií týdně po celém území distribuce novin, do něhož patří oddělené vydání pro Severní Irsko vedené Liamem Clarkem. Současným irským redaktorem je Frank Fitzgibbon, zakladatel Sunday Business Post.

## Redaktoři
- Joseph Hatton (1874–81)
- Rachel Beer (1893–1904)
- Denis Hamilton (1961–66)
- Harold Evans (1967–81)
- Frank Giles (1981–83)
- Andrew Neil (1983–1994)
- John Witherow (1995–dosud)